# Franck Maufay
Franck Maufay est un ancien joueur professionnel de football formé au FC Nantes qui évoluait au poste d'avant-centre.
Il est né le 2 mars 1969 à Mamers (Sarthe).

## Biographie
En 1999, Franck Maufay revient à Nantes et devient entraîneur au Centre de Formation du FC Nantes.
À partir de la saison 2008/09, il prend la Direction du Pôle Espoirs de Saint-Sébastien-sur-Loire.
Le stade municipal de Bonnétable, terrain du club de son enfance, porte aujourd'hui son nom, en l'honneur de son parcours footballistique.

## Clubs successifs

### Joueur
- Bonnétable
- 1980-1983 : SO Maine (Le Mans)
- 1983-1989 : FC Nantes
- 1989-1990 : La Roche Vendée Football
- 1990-1991 : Gazélec Ajaccio
- 1991-1992 : FC Nantes
- 1992-1995 : SO Châtellerault
- 1995-1997 : ES Troyes AC
- 1997-1999 : AS Vitré

### Entraîneur
- 1999/2008 : FC Nantes, Centre de Formation
- 2008/2013 : INF Pôle Espoirs de Saint-Sébastien-sur-Loire

## Palmarès

### Joueur
- Finaliste de la Coupe Gambardella 1985/1986 face à l'AJ Auxerre au Stade Gerland de Lyon.
  - Finale : AJ Auxerre bat FC Nantes 0-0 après prolongations (à Lyon, 9-7 au TAB)
  - 1/2 finale : FC Nantes bat OGC Nice 3-1 (à Blois)
  - 1/4 finale : FC Nantes bat Sedan 4-0
  - 1/8 finale : FC Nantes bat AS Brest 1-0

- FC Nantes : Meilleur buteur D3, saison 1988/1989 avec 25 buts.
- France : International -18 ans.

### Entraîneur
- Champion de France 16 ans, saison 2005/2006.

(finale FC Nantes -0-0- FC Sochaux après prolongations, 3-1 au TAB)
- Vainqueur du Tournoi des Centres de Formation 2002.

(finale FC Nantes -2-0- Olympique lyonnais)

## Résultats par saison (entraîneur)
| Saison    | Équipe    | Catégorie    | Championnat                 | Coupes                           |
| 2007/2008 | FC Nantes | 15 et 16 ans | 6e du Championnat de France | 1er en 15ans (DH)                |
| 2006/2007 | FC Nantes | 16 ans       | 7e du Championnat de France | /                                |
| 2005/2006 | FC Nantes | 16 ans       | Champion de France          | /                                |
| 2004/2005 | FC Nantes | 16 ans       | 9e du Championnat de France | /                                |
| 2003/2004 | FC Nantes | 16 ans       | 5e du Championnat de France | /                                |
| 2002/2003 | FC Nantes | 16 ans       | 3e du Championnat de France | Tournoi des Centres de Formation |
| 2001/2002 | FC Nantes | 16 ans       | /                           | /                                |
| 2000/2001 | FC Nantes | -15 ans      | /                           | /                                |
| 1999/2000 | FC Nantes | -15 ans      | /                           | /                                |

## Résultats par saison (joueur)
| Saison    | Équipe                   | Catégorie         | Championnat                          | Coupes                              |
| 1998/1999 | AS Vitré                 | CFA 2             | 6e                                   | /                                   |
| 1997/1998 | AS Vitré                 | CFA 2             | 11e                                  | 64e de finale Coupe de France       |
| 1996/1997 | ES Troyes AC             | Ligue 2           | 20e                                  | 1/4 de finale Coupe de France       |
| 1995/1996 | ES Troyes AC             | National 1        | Vice-Champion de National 1          | /                                   |
| 1994/1995 | SO Châtellerault         | National 1        | 5e                                   | 64e de finale Coupe de France       |
| 1993/1994 | SO Châtellerault         | National 1        | 11e                                  | 8e de finale Coupe de France        |
| 1992/1993 | SO Châtellerault         | D3                | 2e D3 (centre), montée en National 1 | 8e de finale Coupe de France        |
| 1991/1992 | FC Nantes                | D1/D3             | 9e D1 - 3e D3 (ouest)                | 32e de finale Coupe de France       |
| 1990/1991 | Gazélec Ajaccio          | D2                | 14e                                  | 8e de finale Coupe de France        |
| 1989/1990 | La Roche Vendée Football | D2                | 15e                                  | 32e de finale Coupe de France       |
| 1988/1989 | FC Nantes                | D1/D3             | 7e D1 - 3e D3 (ouest)                | /                                   |
| 1987/1988 | FC Nantes                | D1/D3             | Champion de France D3 (ouest)        | /                                   |
| 1986/1987 | FC Nantes                | D1/D3             | 12e D1 - 3e D3 (ouest)               | 1/4 de Finale Coupe Gambardella     |
| 1985/1986 | FC Nantes                | D3                | Champion de France D3 (ouest)        | Finaliste de la Coupe Gambardella   |
| 1984/1985 | FC Nantes                | D3                | 3e D3 (ouest)                        | 1/16ème de Finale Coupe Gambardella |
| 1983/1984 | FC Nantes                | Cadets Nationaux  | Sport études La Colinière (Nantes)   | /                                   |
| 1982/1983 | SO Maine Le Mans         | Cadets Nationaux  | /                                    | /                                   |
| 1981/1982 | SO Maine Le Mans         | Minimes Nationaux | /                                    | /                                   |
| 1980/1981 | SO Maine Le Mans         | Minimes Nationaux | /                                    | /                                   |

## Statistiques
- Footballeur professionnel de 1990 à 1997.
- 160 buts dont 124 en championnat pour 304 matchs (1986/1997).
- ES Troyes AC : 10 victoires d'affilée entre le 20 janvier et le 13 avril 1996 (saison 1995/96).
- 1er match pro : le 5 juin 1987, LOSC -0-1- FC Nantes (D1).
- Dernier match pro : le 9 mai 1997, FC Sochaux -2-1- ESTAC (D2).
- Dernier match de Coupe de France : le 28 mars 1997, Stade lavallois -1-0- ESTAC (D2), 1/4 de finale.
- Dernier match officiel : le 28 août 1999, AS Vitré -5-1- Francs Archers Laval (CFA2).